# Club 8
Club 8 ist ein schwedisches Elektro-Indie-Pop-Duo aus Stockholm.

## Bandgeschichte
Club 8 wurde 1995 von Karolina Komstedt und Johan Angergård gegründet, die sich als Bandmitglieder bei Poprace kennengelernt hatten und nun gemeinsam Musik machen wollten. Sie fertigten zunächst nur einfache Aufnahmen ihrer drei ersten Songs an und verschickten diese an von ihnen bevorzugte Labels, von denen einige sofort Interesse zeigten. Schließlich unterschrieben sie bei dem spanischen Label Siesta, wo auch schon bald ihre Debütsingle Me Too veröffentlicht wurde. Im Jahr darauf folgte ihr erster Longplayer Nouvelle, dessen Sound noch ganz durch Twee-Pop geprägt war. 1998 brachten sie ihr zweites Album The Friend I Once Had und die Single Missing You heraus, die in Spanien und den USA ein Club- und Radio-Hit wurde. 1999 trat das Duo in New York erstmals live auf.
Die bisherigen Produktionen zeichneten sich durch einen Mix aus Bossa Nova, klangvollen Gitarrenläufen und eingängigen Popmelodien aus und zeugten bereits von einer gewissen musikalischen Weiterentwicklung der Band. 2001 brachte das Duo beim von Johan Angergård mitgegründeten Label Labrador Records das Album Club 8 heraus, das durch seine Trip-Hop-Elemente im Gegensatz zu den Vorgängeralben deutlich entspanntere und langsamere Töne anschlug. Love In December war die Hitsingle aus dieser Zeit. Im Herbst 2001 experimentierten die beiden Schweden in den Summersound Studios mit verschiedensten Stilen wie Bossa Nova, Trip-Hop, Dub und Chillout. Die beiden Alben dieser wohl produktivsten Phase der Band waren 2002 Spring Came, Rain Fell und 2003 Strangely Beautiful, das wieder mehr Gitarrensound enthielt. Im Frühjahr 2003 brachten sie zur Single Saturday Night Engine auch ein Video heraus, das auf MTV Nordic oft gezeigt wurde und Position 16 in den Up North Chart erreichte.
In den nachfolgenden Jahren wurde es um Club 8 deutlich ruhiger, da Johan Angergård 2003 seine neue Band The Legends gründete, mit der er zwischen 2004 und 2006 drei Alben einspielte. Daneben veröffentlichte er 2005 mit seiner alten Band Acid House Kings das Album Sing along with Acid House Kings, so dass mit Club 8 nur Zeit für wenige kleine Touren in Asien und Europa blieb. Erst 2006 ging das Duo wieder gemeinsam ins Studio, um das Album The Boy Who Couldn't Stop Dreaming aufzunehmen, das 2007 erschienen ist und von der Kritik gut aufgenommen wurde. 2008 wurden von Labrador Records die Alben The Friend I Once Had, Club 8, Spring Came, Rain Fell und Strangely Beautiful neu abgemischt und aufgelegt. Im Frühjahr 2008 gingen Club 8 und Edson gemeinsam auf Südostasien-Tournee und kamen dabei nach China, Taiwan, Hongkong, Singapur, Malaysia und Indonesien. Im September 2008 erschien die Single Jesus, walk with me. 2010 brachte das Duo mit The People's Record  wieder einen Longplayer heraus, der mittelmäßige bis gute Kritiken erhielt.

## Diskografie

### Alben
- 1996: Nouvelle (Siesta)
- 1998: The Friend I Once Had (Siesta)
- 2001: Club 8 (Labrador)
- 2002: Spring Came, Rain Fell (Labrador)
- 2003: Strangely Beautiful (Labrador)
- 2007: The Boy Who Couldn't Stop Dreaming (Labrador)
- 2010: The People's Record (Labrador)
- 2013: Above The City (Labrador)
- 2015: Pleasure (Labrador)
- 2018: Golden Island (Labrador)

### EPs
- 1999: Missing You Remixes (Siesta)
- 2002: Summer Songs (Labrador)
- 2003: Saturday Night Engine (Labrador)

### Singles
- 1995: Me Too (Siesta)
- 1998: Missing You (Siesta)
- 2002: Love in December (Labrador)
- 2007: Whatever You Want (Labrador)
- 2007: Heaven (Labrador)
- 2008: Jesus, Walk with Me (Labrador)
- 2010: Closer Now (Labrador)
- 2013: Kill Kill Kill (Labrador)
- 2013: Stop Taking My Time (Labrador)
- 2013: I'm Not Gonna Grow Old (Labrador)
- 2017: Lost (Labrador)

## Trivia
- Der Musikstil der beiden Schweden, der gelegentlich an die Cardigans erinnert, wird auch als Anorak-Pop bezeichnet.[4]
- Johan Angergård war Mitgründer der Summersound Recordings und ist jetzt Geschäftsführer des Plattenlabels Labrador Records.